# Сотирович, Кузман
Кузман Сотирович (серб. Кузман Сотировић; 16 октября 1908 — 25 июля 1990) — югославский сербский футболист.

## Биография
Кузман Сотирович родился в селе Маврово в Македонии. Свою карьеру Сотирович начал в молодёжных командах белградского клуба БСК. В 1927 году перешёл в основной состав клуба и в первом же сезоне стал лучшим бомбардиром Чемпионата Королевства сербов, хорватов и словенцев по футболу. На следующий год Сотирович уехал во Францию где играл за футбольные клубы «Сет» и «Монпелье». После окончания футбольной карьеры Кузман остался жить во Франции. Умер в 1990 году в Париже. Похоронен в Белграде.

### Национальная сборная
С 1928 году Сотирович выступал за сборную Югославии. Дебютировал за сборную 6 мая 1928 года в матче против сборной Румынии. Последнюю игру за «плави» Кузман провёл 4 октября 1931 года в рамках Балканского кубка против сборной Болгарии. Участник летних Олимпийских игр 1928 года в Амстердаме, в составе сборной КСХС.

## Достижения
Личные
- Лучший бомбардир Чемпионата КСХС: 1927